# Monika Eigensperger

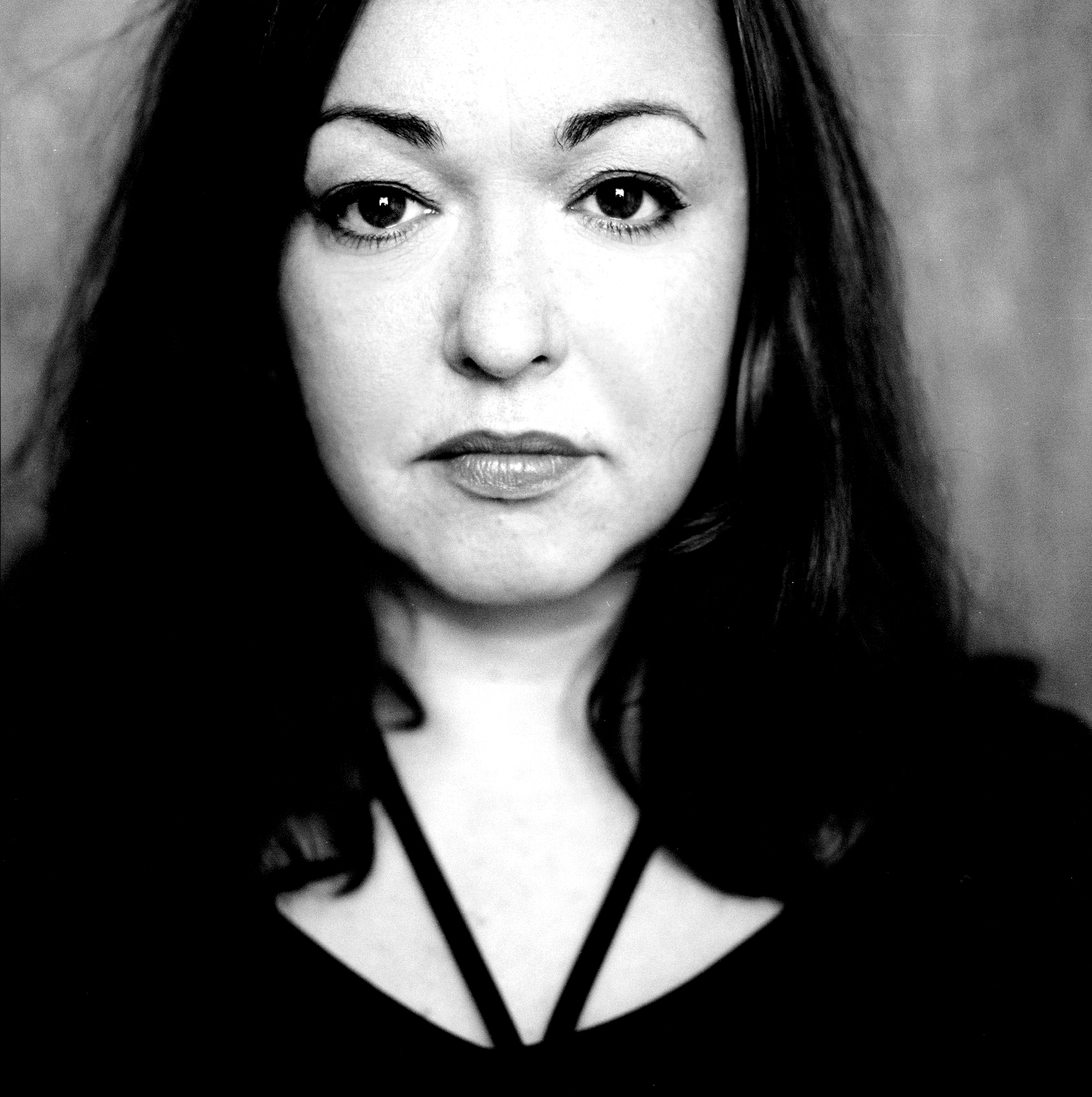
Monika Eigensperger (2004)

Monika Eigensperger (* 15. September 1959 in Wien) ist eine österreichische Journalistin und Radiomoderatorin. Ab 1996 war sie die Leiterin und von 1999 bis Ende 2021 die Senderchefin von FM4. Von 2016 bis Ende 2021 war sie ORF-Radiodirektorin.

## Leben und Wirken
Eigensperger begann 1980 als freie Mitarbeiterin im ORF in der Ö3-Serviceredaktion und arbeitete anschließend als Musik- und Sendungsgestalterin (Ö1, Ö3, ZickZack) sowie als Reporterin (Feature-Redaktion).
Nach dem erfolgreichen Aufbau der neuen Ö3-Sendung Nach der Schule betraute sie Hans Leitinger 1983 mit dem Aufbau der neuen Ö3-Jugendsendung Treffpunkt Ö3, in der sie auch etlichen Radiotalenten (Thomy Aigner, Dominic Heinzl) zum Durchbruch verhalf. Ab 1985 erklang ihre rauchige Stimme auch im Radio. Für ihre Art zu moderieren wurde sie 1987 von der Redaktion der Zeitschrift Basta zur besten Ö3-Moderatorin gekürt.
Weitere Stationen ihrer Karriere bei Ö3 waren 1992 die Bestellung zur Ressortleiterin für Magazinsendungen und der Jugendleiste sowie 1993 die Position der ständigen stellvertretenden Ö3-Chefin.
Von 1996 bis 2021 war sie Leiterin des Jugendkultursenders FM4, der auf der ehemaligen Frequenz von Blue Danube Radio ausgestrahlt wird. Unter ihrer Leitung avancierte FM4 zum Kultprogramm mit Musik abseits des Mainstream, Erfolgsproduktionen wie Projekt X und Salon Helga (Stermann & Grissemann) und einer mehrfach ausgezeichneten FM4-Corporate-Identity. Nach der Programmreform 1999 wurde Eigensperger zur FM4-Senderchefin bestellt. Am 15. September 2016 wurde sie zur Radiodirektorin aller ORF-Radioprogramme gewählt, als Mitglied der Generaldirektion Alexander Wrabetz III.
Vom ORF-Stiftungsrat wurde Ingrid Thurnher am 16. September 2021 auf Vorschlag von Roland Weißmann zu ihrer Nachfolgerin als ORF-Radiodirektorin ab Jänner 2022 bestellt. Als FM4-Programmchefin folgte ihr mit 1. Jänner 2022 Doroteja Gradištanac nach.
Beim ORF-Fernsehen arbeitete sie für die TV-Hitparade Die großen 10 und Am Schauplatz.
Monika Eigensperger lebt in Wien.

## Auszeichnungen
- 2016: Goldenes Verdienstzeichen des Landes Wien[7]